# Armando Maglioni
Armando Maglioni (Sarsina, 23 luglio 1884 – Mai Beles, 21 gennaio 1936) è stato un militare italiano, insignito della medaglia d'oro al valor militare alla memoria nel corso della guerra d'Etiopia.

## Biografia
Nacque a Sarsina, provincia di Forlì, il 23 luglio 1884, figlio di Federico e Cleofe Alboni.
Conseguita la laurea in veterinaria presso l'università di Bologna, nel 1911 fu arruolato nel Regio Esercito ed ammesso a frequentare il corso allievi ufficiali di complemento nel 35º Reggimento fanteria e l’anno successivo, con il grado di sergente partì con il reggimento per la Libia. Promosso sottotenente dell'arma di fanteria per merito di guerra, rientrato in Italia, chiese di essere dispensato dal servizio attivo per potersi dedicare alla sua professione. Allo scoppio della prima guerra mondiale fu richiamato in servizio attivo e trasferito nel Corpo Veterinario militare. Prese parte alle operazioni belliche in forza dapprima al Reggimento "Lancieri di Mantova" (25º) e poi con il 3º Reggimento artiglieria da campagna. Nel 1923 venne iscritto nei ruoli della Milizia Volontaria Sicurezza Nazionale con il grado di capomanipolo. Nell 1935 chiese, ed ottenne, di essere destinato a prestare servizio in Africa Orientale dapprima come capomanipolo in battaglione combattente CC.NN. e poi, promosso centurione, come comandante del reparto salmerie del I Gruppo battaglioni CC.NN. d'Eritrea. Prese parte alla guerra d'Etiopia e cadde in combattimento a Mai Beles il 21 gennaio 1936, venendo decorato con la medaglia d'oro al valor militare alla memoria.

### Fonti
1. 1 2 3 4 5 6 7  Combattenti Liberazione.
2. 1 2 3  Gruppo Medaglie d'Oro al Valor Militare 1965, p. 136.
3. ↑   Medaglia d'oro al valor militare Maglioni, Armando, su quirinale.it, Quirinale. URL consultato l'11 luglio 2021.